# Wilhelm Toelle (Politiker)
Theodor Friedrich Wilhelm Toelle (* 26. Juni 1876 in Dannheim; † 4. Mai 1965 in Erfurt) war ein deutscher Jurist und Politiker.

## Leben
Wilhelm Toelle war ein Sohn des späteren Oberkonsistorialrats Wilhelm Toelle (30. Juni 1832 bis 5. September 1912) und seiner zweiten Ehefrau Louise geb. Lattermann (7. Mai 1849 bis 21. Januar 1941). Er verehelichte sich am 16. Mai 1905 in Gehren mit Johanna Maria Margarete Bertha Brehme (* 19. Februar 1884), Tochter des späteren Oberkonsistorialrats und Oberhofpredigers Otto Brehme (1855–1920).
Nach dem Schulbesuch nahm er ein Studium der Rechtswissenschaft auf, das er 1899 mit dem ersten und 1904 mit dem zweiten juristischen Staatsexamen beendete. Er war ab November 1904 Vertreter des Landrats in Ebeleben, trat Ende 1905 in den Dienst des Ministeriums des Fürstentums Schwarzburg-Sondershausen und wurde 1908 zum Regierungsrat ernannt. Von 1914 bis 1917 nahm er als Hauptmann des Landsturms am Ersten Weltkrieg teil. 1918 erhielt er die Ernennung zum Geheimen Regierungsrat.
Toelle war von Dezember 1919 bis Februar 1922 Staatsrat und Vorstand der Finanzabteilung im Ministerium des Freistaats Schwarzburg-Sondershausen bzw. (ab Januar 1921) der Gebietsregierung Sondershausen; anschließend war er bis zum Mai 1927 Ministerialdirektor im Finanzministerium des Landes Thüringen und zugleich (bis Ende März 1923) Gebietsleiter des Gebiets Sondershausen.
Toelle wurde am 30. April 1927 vom Landtag als Staatsminister der Finanzen in die Regierung des Landes Thüringen gewählt, deren Vorsitz Richard Leutheußer innehatte. Ab November 1928 gehörte er auch der Folgeregierung an, der Arnold Paulssen vorstand. Am 16. April 1929 trat er mit seiner ganzen  Regierung zurück.
Nach seinem Ausscheiden aus der Regierung wurde er zunächst in den Wartestand versetzt, ehe er zum Juni 1932 endgültig in den Ruhestand trat. Ab Mai 1945 war er Berater des Bevollmächtigten für das Thüringische Finanzministerium und wurde dort bis Ende 1948 Hauptabteilungsleiter.
Toelle war von 1927 bis 1929 Mitglied der VRP, von 1930 bis 1933 Mitglied der DVP, ab 1945 Mitglied der LDPD.

## Nachweise
1. ↑  Todesdatum nach Biographien der Regierungsmitglieder usw. S. 634. In den Online-Akten der Reichskanzlei ist (ohne Beleghinweis) 1959 als Sterbejahr angegeben.
2. ↑  Todesanzeige und Nachruf in Der Deutsche. Zeitung für Thüringen und den Harz vom 6. und 7. September 1912 (Nr. 210 und 211).
3. ↑  Todesanzeige in Der Deutsche. Thüringer Tageblatt vom 23. Januar 1941 (Nr. 19).
4. ↑  Todesanzeige in Der Deutsche. Zeitung für Thüringen und den Harz vom 17. Dezember 1920 (Nr. 295).
5. ↑  Pfarrerbuch S. 102f.
6. ↑  Wahl der Nachfolgeregierung am 7. Mai. (Der Deutsche. Thüringer Tageblatt vom 17. April 1929 (Nr. 89) und vom 7. Mai (Nr. 106).)

| Personendaten    | Personendaten                                          |
| ---------------- | ------------------------------------------------------ |
| NAME             | Toelle, Wilhelm                                        |
| ALTERNATIVNAMEN  | Toelle, Theodor Friedrich Wilhelm (vollständiger Name) |
| KURZBESCHREIBUNG | deutscher Jurist und Politiker (VRP)                   |
| GEBURTSDATUM     | 26. Juni 1876                                          |
| GEBURTSORT       | Dannheim                                               |
| STERBEDATUM      | 4. Mai 1965                                            |
| STERBEORT        | Erfurt                                                 |